# Journal of Irrigation and Drainage Engineering
Journal of Irrigation and Drainage Engineering is een internationaal, aan collegiale toetsing onderworpen wetenschappelijk tijdschrift op het gebied van de civiele techniek en de hydrologie. De naam wordt in literatuurverwijzingen meestal afgekort tot J. Irrigat. Drain. Eng. Het wordt uitgegeven door de American Society of Civil Engineers.